# III-divisioona 2019
La III-divisioona 2019 è la 9ª edizione del campionato di football americano di quarto livello (giocato a 7 giocatori), organizzato dalla SAJL.

## Squadre partecipanti
| Club                     | Città        | Stadio | Sponsor ufficiale | Risultato nella stagione 2018 |
| ------------------------ | ------------ | ------ | ----------------- | ----------------------------- |
| Helsinki Wolverines Pink | Helsinki     |        |                   |                               |
| Joensuu Wolves           | Joensuu      |        |                   |                               |
| Kuusankoski Cowboys      | Kuusankoski  |        |                   |                               |
| Lappeenranta Razorbacks  | Lappeenranta |        |                   |                               |
| Malmi Blaze              | Helsinki     |        |                   |                               |
| Milky City Farmers       | Kiuruvesi    |        |                   |                               |
| Pirkkala Spartans        | Pirkkala     |        |                   |                               |
| Seinäjoki Gators         | Seinäjoki    |        |                   |                               |
| Turku Trojans            | Turku        |        |                   |                               |

## Stagione regolare

### Calendario

#### 1ª giornata

##### Torneo di Helsinki
| Helsinki 27 aprile 2019, ore 13:30 | Helsinki Wolverines Pink | 14 – 36 | Pirkkala Spartans | Brahen kenttä |

| Helsinki 27 aprile 2019, ore 16:20 | Pirkkala Spartans | 36 – 18 | Malmi Blaze | Brahen kenttä |

| Helsinki 27 aprile 2019, ore 19:10 | Malmi Blaze | 6 – 38 | Helsinki Wolverines Pink | Brahen kenttä |

#### 2ª giornata

##### Torneo di Helsinki
| Helsinki 2 giugno 2019 | Pirkkala Spartans | 28 – 42 | Turku Trojans | Velodromo di Helsinki |

| Helsinki 2 giugno 2019 | Turku Trojans | 8 – 36 | Helsinki Wolverines Pink | Velodromo di Helsinki |

| Helsinki 2 giugno 2019 | Helsinki Wolverines Pink | 38 – 0 | Pirkkala Spartans | Velodromo di Helsinki |

#### 3ª giornata

##### Torneo di Lappeenranta
| Lappeenranta 29 giugno 2019 | Lappeenranta Razorbacks | 22 – 36 | Kuusankoski Cowboys | Lauritsalan Urheilukenttä |

| Lappeenranta 29 giugno 2019 | Joensuu Wolves | 64 – 0 | Milky City Farmers | Lauritsalan Urheilukenttä |

| Lappeenranta 29 giugno 2019 | Joensuu Wolves | 0 – 26 | Kuusankoski Cowboys | Lauritsalan Urheilukenttä |

| Lappeenranta 29 giugno 2019 | Lappeenranta Razorbacks | 30 – 12 | Milky City Farmers | Lauritsalan Urheilukenttä |

#### 4ª giornata

##### Torneo di Seinäjoki
| Seinäjoki 6 luglio 2019, ore 12:30 | Seinäjoki Gators | 20 – 42 | Pirkkala Spartans | Tekonurmi |

| Seinäjoki 6 luglio 2019, ore 14:15 | Pirkkala Spartans | 30 – 12 | Turku Trojans | Tekonurmi |

| Seinäjoki 6 luglio 2019, ore 16:00 | Turku Trojans | 14 – 28 | Seinäjoki Gators | Tekonurmi |

#### 5ª giornata

##### Torneo di Kouvola
| Kouvola 13 luglio 2019 | Kuusankoski Cowboys | 46 – 16 | Joensuu Wolves | Voikkaan pallokenttä |

| Kouvola 13 luglio 2019 | Milky City Farmers | 14 – 32 | Lappeenranta Razorbacks | Voikkaan pallokenttä |

| Kouvola 13 luglio 2019 | Kuusankoski Cowboys | 62 – 14 | Milky City Farmers | Voikkaan pallokenttä |

| Kouvola 13 luglio 2019 | Joensuu Wolves | 28 – 32 | Lappeenranta Razorbacks | Voikkaan pallokenttä |

#### 6ª giornata

##### Torneo di Helsinki
| Helsinki 20 luglio 2019 | Malmi Blaze | 26 – 8 | Helsinki Wolverines Pink | Pikku-Pekka Areena |

| Helsinki 20 luglio 2019 | Helsinki Wolverines Pink | 8 – 64 | Seinäjoki Gators | Pikku-Pekka Areena |

| Helsinki 20 luglio 2019 | Seinäjoki Gators | 32 – 26 | Malmi Blaze | Pikku-Pekka Areena |

#### 7ª giornata

##### Torneo di Turku
| Turku 27 luglio 2019, ore 13:00 | Turku Trojans | 22 – 6 | Malmi Blaze | Pansion Kisapuiston urheilukenttä |

| Turku 27 luglio 2019, ore 14:45 | Malmi Blaze | 0 – 30 | Seinäjoki Gators | Pansion Kisapuiston urheilukenttä |

| Turku 27 luglio 2019, ore 16:30 | Seinäjoki Gators | 30 – 42 | Turku Trojans | Pansion Kisapuiston urheilukenttä |

##### Torneo di Joensuu
| Joensuu 28 luglio 2019 | Milky City Farmers | 0 – 38 | Kuusankoski Cowboys | Mehtimäen tekonurmi |

| Joensuu 28 luglio 2019 | Lappeenranta Razorbacks | 14 – 22 | Joensuu Wolves | Mehtimäen tekonurmi |

| Joensuu 28 luglio 2019 | Kuusankoski Cowboys | 74 – 8 | Lappeenranta Razorbacks | Mehtimäen tekonurmi |

| Joensuu 28 luglio 2019 | Milky City Farmers | 8 – 44 | Joensuu Wolves | Mehtimäen tekonurmi |

### Classifiche
Le classifiche della regular season sono le seguenti:
- PCT = percentuale di vittorie, G = partite giocate, V = partite vinte,  P = partite perse, PF = punti fatti, PS = punti subiti

#### Girone Ovest
| Pos. | Squadra                  | PCT  | G | V | N | P | PF  | PS  |
| ---- | ------------------------ | ---- | - | - | - | - | --- | --- |
| 1    | Pirkkala Spartans        | .667 | 6 | 4 | 0 | 2 | 172 | 144 |
| 2    | Seinäjoki Gators         | .667 | 6 | 4 | 0 | 2 | 194 | 132 |
| 3    | Helsinki Wolverines Pink | .500 | 6 | 3 | 0 | 3 | 142 | 140 |
| 4    | Turku Trojans            | .500 | 6 | 3 | 0 | 3 | 140 | 148 |
| 5    | Malmi Blaze              | .166 | 6 | 1 | 0 | 5 | 82  | 166 |

#### Girone Est
| Pos. | Squadra                 | PCT   | G | V | N | P | PF  | PS  |
| ---- | ----------------------- | ----- | - | - | - | - | --- | --- |
| 1    | Kuusankoski Cowboys     | 1.000 | 6 | 6 | 0 | 0 | 282 | 60  |
| 2    | Joensuu Wolves          | .500  | 6 | 3 | 0 | 3 | 174 | 126 |
| 3    | Lappeenranta Razorbacks | .500  | 6 | 3 | 0 | 3 | 138 | 186 |
| 4    | Milky City Farmers      | .000  | 6 | 0 | 0 | 6 | 48  | 270 |

## Playoff

### Tabellone
|  | Semifinali | Semifinali          | Semifinali |                |    | VII Äijämalja       | VII Äijämalja     | VII Äijämalja   |  |
|  |            |                     |            |                |    |                     |                   |                 |  |
|  | 1O         | Kuusankoski Cowboys | 74         |                |    |                     |                   |                 |  |
|  | 1O         | Kuusankoski Cowboys | 74         |                |    |                     |                   |                 |  |
|  | 2E         | Seinäjoki Gators    | 20         |                |    |                     |                   |                 |  |
|  | 2E         | Seinäjoki Gators    | 20         |                | 1  | Kuusankoski Cowboys | 50                |                 |  |
|  |            |                     |            |                | 1  | Kuusankoski Cowboys | 50                |                 |  |
|  |            |                     | 2          | Joensuu Wolves | 18 |                     |                   |                 |  |
|  | 1E         | Pirkkala Spartans   | 2          | Joensuu Wolves | 18 | 26                  |                   |                 |  |
|  | 1E         | Pirkkala Spartans   |            |                |    | 26                  |                   |                 |  |
|  | 2O         | Joensuu Wolves      | 28         |                |    | Finale 3º posto     | Finale 3º posto   | Finale 3º posto |  |
|  | 2O         | Joensuu Wolves      | 28         |                |    |                     |                   |                 |  |
|  |            |                     |            |                |    |                     |                   |                 |  |
|  |            |                     |            |                |    | 1                   | Seinäjoki Gators  | 6               |  |
|  |            |                     |            |                |    | 1                   | Seinäjoki Gators  | 6               |  |
|  |            |                     |            |                |    | 2                   | Pirkkala Spartans | 44              |  |

### Semifinali
| Kouvola 7 settembre 2019, ore 11:00 | Pirkkala Spartans | 26 – 28 | Joensuu Wolves | Voikkaan pallokenttä |

| Kouvola 7 settembre 2019, ore 12:45 | Kuusankoski Cowboys | 74 – 20 | Seinäjoki Gators | Voikkaan pallokenttä |

### Finale 3º - 4º posto
| Kouvola 7 settembre 2019, ore 14:30 | Pirkkala Spartans | 44 – 6 | Seinäjoki Gators | Voikkaan pallokenttä |

### VII Äijämalja
| Kouvola 7 settembre 2019, ore 16:30 | Kuusankoski Cowboys | 50 – 18 | Joensuu Wolves | Voikkaan pallokenttä |

## Verdetti
- Kuusankoski Cowboys Vincitori dell'Äijämalja 2019